# مؤتمر الشعوب الإفريقية
مؤتمر الشعوب الإفريقية هي سلسلة من المؤتمرات عقدت في آواخر الخمسينيات واوائل الستينيات من القرن الماضي، كان الهدف من ورائها دعم استقلال الدول الإفريقية.
عقد المؤتمر الأول في مدينة أكرا في 5 - 13 كانون الأول/ديسمبر 1958 م، والثاني في تونس في 25 - 30 كانون الثاني/يناير 1960 م والثالث في القاهرة في 25 - 30 آذار/مارس سنة 1961 م، بحضور عبد الناصر.